# Cloruro de molibdeno (II)
El dicloruro de molibdeno designa compuestos químicos con la fórmula empírica MoCl2. Se conocen al menos dos formas, y ambas han atraído mucho la atención de los investigadores académicos debido a las estructuras inesperadas observadas para estos compuestos y al hecho de que dan lugar a cientos de derivados. La forma que se analiza aquí es Mo6Cl12. El otro cloruro de molibdeno (II) es el octaclorodimolibdato potásico.

## Estructura
En lugar de adoptar una estructura de paquete cerrado típica de los dihaluros metálicos, por ejemplo, el cloruro de cadmio, el cloruro de molibdeno (II) forma una estructura basada en cúmulos. El molibdeno (II), que es un ion bastante grande, prefiere formar compuestos con enlaces metal-metal, es decir, agrupaciones de metales. De hecho, todos los «haluros inferiores» (es decir, en los que la relación haluro/M es <4) de la «serie de metales de transición temprana (tríadas de Ti, V, Cr, Mn) lo hacen. La especie Mo6Cl12 es polimérica y consiste en grupos cúbicos de Mo6Cl84+ interconectados por ligandos de cloruro que tienden puentes de un grupo a otro. Este material se convierte fácilmente en sales del dianión [Mo6Cl14]2-. En este anión, cada Mo lleva un cloruro terminal, pero por lo demás forma parte de un octaedro Mo6 incrustado dentro de un cubo definido por ocho centros de cloruro. Así, el entorno de coordinación de cada Mo es de cuatro ligandos cloruro de triple puente, cuatro vecinos de Mo y un Cl terminal. El clúster tiene 24e-, cuatro de los cuales son proporcionados por cada Mo2+. 

## Síntesis y reacciones
El cloruro de molibdeno(II) puede obtenerse de varias maneras, en particular :
- por pirólisis del cloruro de molibdeno (III) MoCl3:[3]

12 MoCl3 ⟶ Mo6Cl12 + 6 MoCl4;
- por reacción del molibdeno con fosgeno COCl2:

6 Mo + 6 COCl2 ⟶ Mo6Cl12 + 6 CO;
- por reacción del tetracloruro de molibdeno MoCl4 con molibdeno:

3 MoCl4 + 3 Mo ⟶ Mo6Cl12;
- por reacción del cloruro de molibdeno (V) con molibdeno metálico:

12 MoCl5 + 18 Mo → 5 Mo6Cl12
Esta reacción se produce mediante la intermediación de MoCl3 y MoCl4, que también se reducen por la presencia de exceso de Mo metálico. La reacción se lleva a cabo en un horno tubular a 600–650 °C. 
Una vez aislado, el Mo6Cl12 sufre muchas reacciones que no alteran el núcleo Mo612+. Al calentarlo en HCl concentrado, se obtiene (H3O)2[Mo6Cl14]. Los ligandos de cloruro terminales pueden intercambiarse fácilmente:
(H3O)2[Mo6Cl14]  + 6 HI  → (H3O)2[Mo6Cl8I6]  +  6  HCl
En condiciones más energéticas, se pueden intercambiar los 14 ligandos, para dar las sales  [Mo6Br14]2− y [Mo6I14]2− .